# Aran (Tovuz)
Aran è un comune dell'Azerbaigian situato nel distretto di Tovuz.